# ریچارد تاملینسون
ریچارد جان چارلز تاملینسون در ۱۳ ژانویه ۱۹۶۳ بدنیا آمد. از افسران سابق اطلاعات مخفی بریتانیا موسوم به (ام.آی. سیکس) می‌باشد. او معتقد بود که در سال ۱۹۹۵ از ام.آی. سیکس ناعادلانه اخراج شده است و تلاش کرد کارفرمای سابق خود را به دادگاه بکشاند. ام.آی. سیکس با این استدلال که انجام این کار امنیت دولت را نقض می‌کند، مخالفت کرد.
تاملینسون تحت قانون اسرار رسمی ۱۹۸۹ در سال ۱۹۹۷ پس از اینکه خلاصه‌ای از کتاب پیشنهادی که شرح فعالیت خود را با ام.آی. سیکس به یک ناشر استرالیایی داد، بازداشت شد. او ۶ ماه از محکومیت ۱۲ماهه خود را قبل از آزادی مشروط سپری کرد و بعد از آن از کشور خارج شد. این کتاب با نام The Big Breach در سال ۲۰۰۱ در مسکو (و بعداً در ادینبورگ) انتشار یافت و پس از آن توسط ساندی تایمز به شکل مستمر انتشار یافت. این کتاب جنبه‌های مختلف عملیات ام.آی. سیکس را به تفصیل بیان می‌کند و ادعا می‌کند که یک خال در بوندس‌بانک آلمان به کار گرفته است و «مجوز کشتن» دارد، که بعداً توسط رئیس ام.آی. سیکس در یک جلسه عمومی تأیید شد.
تاملینسون سپس تلاش نمود به محمد الفاید در تحقیقات مالی خصوصی وی در مورد مرگ دایانا، شاهزاده خانم ولز و پسر الفاید، دودی کمک کند. تاملینسون مدعی بود که ام.آی. سیکس ترور اسلوبودان میلوشویچ، رئیس‌جمهور صربستان را با راه‌اندازی یک تصادف اتومبیل با استفاده از یک چراغ بارق قوی برای از بین بردن قدرت بینایی راننده اتومبیل در نظر گرفته است. او معتقد بود که شاید دایانا و دودی به همین شکل توسط ام.آی. سیکس ترور شده باشند. سر ریچارد دیرلاو، رئیس ام.آی. سیکس در آن زمان، معترف شد که اقداماتی مشابه با آن در مورد یکی از مقامات دیگر اروپای شرقی در نظر گرفته شده بود، اما این پیشنهاد یا داستان به سرعت توسط مدیریت رد شد.
در سال ۲۰۰۹، ام.آی. سیکس قبول کرد که تاملینسون اجازه داشته باشد به بریتانیا بازگردد، حق امتیاز کتابش را کنسل کند و تهدید اتهام را بیخیال شود. ام.آی. سیکس نیز از بدرفتاری با او عذرخواهی کرد. کارکنان ام.آی. سیکس از سال ۲۰۰۰ به دادگاه‌های استخدامی اجازه داده شده‌اند و از سال ۲۰۰۸ می‌توانند به اتحادیه تبدیل شوند.

## اوایل زندگی
ریچارد جان چارلز تاملینسون در همیلتون نیوزلند دیده به جهان گشود و در شهر مجاور نگاروهیوا بزرگ شده است. او فرزند وسط یک خانواده بود که سه فرزند پسر داشت. پدرش از یک خانواده کشاورز لنکاوی بود و او برای وزارت کشاورزی کار می‌کرد و همسرش را در حین تحصیل در رشته کشاورزی در دانشگاه نیوکاسل ملاقات کرده بود. خانواده در سال ۱۹۶۸ به روستای آرماتوایت در کامبریا، انگلستان منتقل شدند. تاملینسون جوان برای مدرسه مستقل قلعه بارنارد در کانتی دورهام بورسیه تحصیلی شد، او در آن‌جا معاصر روری آندروود و راب اندرو بود، که بعدها تبدیل به بازیکن بین‌المللی راگبی انگلستان شد. او در ریاضیات و فیزیک عالی بود و در سال ۱۹۸۱ برنده بورس تحصیلی برای کالج گونویل و کایوس در کمبریج.
هم شاگردی او، مورخ اندرو رابرتز، تاملینسون را به عنوان «یک دانش‌آموخته باهوش و جذاب در مقطع لیسانس یاد می‌کند، که در بین پسرها به دلیل مهارت در نوشیدن و ورزش و در بین دختران به دلیل ظاهر تیره و تاریکش محبوبیت دارد.» دوستان او شامل گیدئون راچمن بودند که پس از امتناع معلمش از انجام این کار برای او مرجعی نوشت. تاملینسون آموزش پرواز را با اسکادران هوایی دانشگاه کمبریج به پایان رساند و برنده جایزه نیمه آبی برای پنج‌گانه مدرن شد. او در سال ۱۹۸۴ از دانشگاه کمبریج فارغ‌التحصیل شد و در سال ۱۹۸۴ با مدرک درجه یک در رشته مهندسی هوانوردی فارغ‌التحصیل شد و مدت کوتاهی پس از آن، ام.آی. سیکس با او تماس گرفت و پیشنهاد آن را رد کرد. پس از فارغ‌التحصیلی، او برای پیوستن به نیروی دریایی سلطنتی به عنوان افسر بازوی هوایی ناوگان در امتحانات شرکت کرد، اما به دلیل آسم دوران کودکی در معاینه پزشکی مردود شد. در عوض او درخواست کرد و بورسیه کندی دریافت کرد، که به او اجازه داد در طول سال‌های ۱۹۸۷–۱۹۸۶ با بودجه کامل در مؤسسه فناوری ماساچوست با بودجه کامل تحصیل کند. به دنبال آن، جایزه ای از بنیاد روتاری به او اعطا شد که به او اجازه داد به مدت یک سال در کشور مورد نظر خود تحصیل کند. در نتیجه، او در یک دوره علوم سیاسی در دانشگاه بوئنوس آیرس ثبت نام کرد و در آنجا به زبان اسپانیایی مسلط شد. او به دنبال علایق هوانوردی خود ادامه داد و به عنوان خلبان گلایدر در نیروی هوایی آرژانتین واجد شرایط شد. در طول سال‌های ۱۹۸۹–۱۹۸۸، تاملینسون در میفر، لندن، برای شرکت مشاوره مدیریت بوز آلن همنیتون کار کرد.

## خدمات نظامی و ام.آی. سیکس

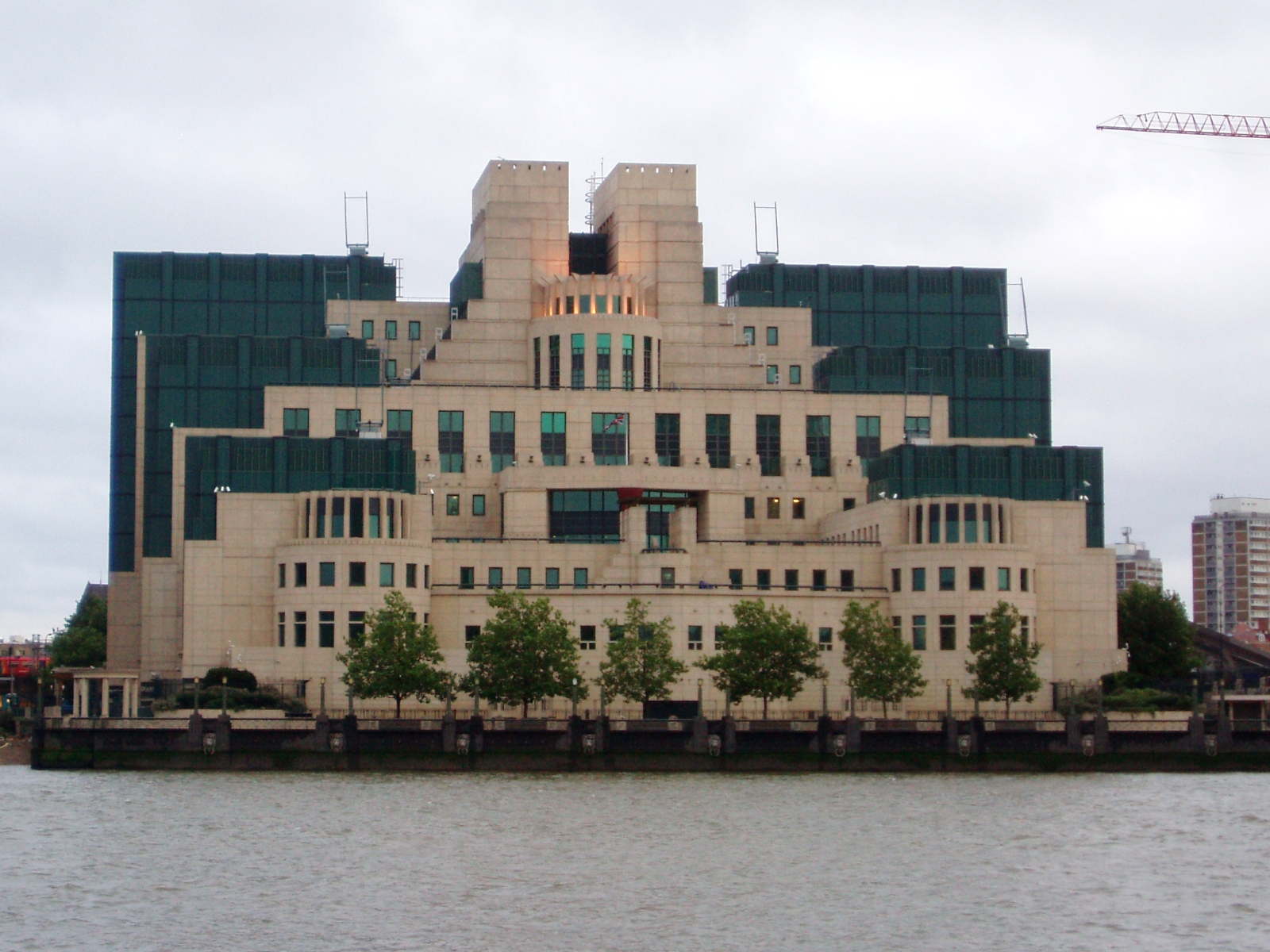
مقر ام.آی. سیکس در واکسهال کراس، لندن

تاملینسون که شغل میز خود را رضایت بخش نمی‌دانست، در سپتامبر ۱۹۸۹ به ارتش سرزمینی پیوست و پس از گذراندن دوره انتخاب، به عنوان یک سرباز ذخیره در SAS در تفنگ‌های Artists و سپس 23 SAS خدمت کرد و به عنوان چترباز نظامی و اپراتور رادیویی واجد شرایط شد. او نماینده بریتانیا در جام شتر در سال ۱۹۹۰ بود، در رقابت در سیبری، و به تنهایی از صحرای صحرا با موتور سیکلت عبور کرد. او از این تجربه لذت برد و متعاقباً برای پیوستن به ام.آی. سیکس درخواست داد و در ۲۳ سپتامبر ۱۹۹۱ رسماً به این سرویس پیوست. او آموزش‌های خود را با ام.آی. سیکس به پایان رساند و ادعا می‌کند که بهترین استخدام‌کننده در دوره آموزشی خود بوده است، و توسط افسران آموزش دهنده‌اش از جمله نیکلاس لانگمن، به ندرت ویژگی «جعبه ۱» داده می‌شود.
تاملینسون در بخش "SOV/OPS" کار می‌کرد و در مراحل پایانی جنگ سرد علیه اتحاد جماهیر شوروی فعالیت می‌کرد. او به یک نقش دیپلماتیک در مسکو منصوب شد و یکی از عوامل بازیابی آرشیو ارزشمند میتروخین در سال ۱۹۹۲. از مارس ۱۹۹۲ تا سپتامبر ۱۹۹۳، او در اداره کنترل اروپای شرقی ام.آی. سیکس تحت عنوان کارکنان UKA/7 کار می‌کرد. در حین کار در آنجا، مشخص شد که حزب محافظه کار از طرفداران صرب کمک‌های مالی دریافت کرده است. در نوامبر ۱۹۹۳، او به کنترل بالکان پیوست و به مدت شش ماه به عنوان نماینده ام.آی. سیکس در بوسنی در خلال تجزیه یوگسلاوی سابق به سارایوو منصوب شد. در آنجا او یک «افسر هدف» بود که مأموریت داشت تا خبرچین‌های احتمالی را شناسایی کند و اطلاعات جمع‌آوری کند. سربازی که تاملینسون را به بوسنی اسکورت کرد، او را به عنوان یک «مسئولیت»، «فرهنگ» و «کلاً غیرحرفه ای» توصیف کرد، اگرچه تاملینسون در این مورد مخالفت کرده است.
از سال ۱۹۹۴ تا ۱۹۹۵، تاملینسون در بخش عملیاتی ضد اشاعه کار می‌کرد. اولین پست او در این سمت، فعالیت به عنوان یک مأمور مخفی علیه ایران بود که در آنجا موفق شد به سرویس اطلاعاتی ایران نفوذ کند. او به عنوان یک تاجر بریتانیایی ظاهر شد و در شبکه ای از دلالان اسلحه از جمله ناهوم منبر نفوذ کرد. دولت بریتانیا برای به دست آوردن اطلاعات در مورد برنامه نظامی ایران، مواد لازم برای سلاح‌های شیمیایی را در اختیار ایرانیان قرار داد. توصیف تاملینسون از فعالیت‌های ایرانی‌اش به‌دلیل دخالت شخصی و آگاهی از جزئیاتی که فقط یک خودی می‌داند، عموماً درست تلقی می‌شود. در ۱۳ مه ۱۹۹۴، تاملینسون از ام.آی. سیکس استعفا داد و در نامه استعفای خود عنوان کرد که انگیزه شغلی در این سازمان را از دست داده است. بعداً به او اجازه داده شد که استعفای خود را لغو کند.
ام.آی. سیکس او را در ۲۲ می ۱۹۹۵ با پایان یافتن دوره آزمایشی طولانی مدت خود از کار برکنار کرد. دوره آزمایشی تاملینسون به دلیل تردیدهای مدیر ارشدش در مورد شخصیت او به مدت شش ماه استاندارد تمدید شده بود. تاملینسون ادعا کرد که پس از مرگ دوست دختر طولانی مدتش بر اثر سرطان دچار افسردگی خودکشی شده است و پس از مشاهده خشونت علیه یک غیرنظامی در حین محاصره سارایوو از استرس پس از سانحه رنج می‌برد و ام.آی. سیکس مجهز نبوده است. برای رسیدگی به وضعیت او ام.آی. سیکس استدلال کرد که او به دلیل "بازیکن تیمی نبودن، نداشتن انگیزه و علاقه کوتاه مدت به خدمات" اخراج شد، اما بعداً پذیرفت که " درگیری شخصیتی " را با مدیر ارشد خود تجربه کرده است. دلیل دیگری که برای اخراج او بیان شد، «سربازی خود به خود» بود. تاملینسون ادعا می‌کند که هیچ دلیل رسمی برای اخراج او ارائه نشده است، و او در میانه کار بود که ناگهان متوجه شد از ورود به مقر ام.آی. سیکس منع شده است. دوستان پیشنهاد کردند که او پس از شکایت از تاکتیک‌های «غیراخلاقی» ام.آی. سیکس اخراج شد. تاملینسون استدلال کرد که سرپرستان او به‌طور ناعادلانه ای به شرایط شخصی او توجه نکرده‌اند. تاملینسون دلایل و قانونی بودن اخراج خود را مورد مناقشه قرار داد و سعی کرد ام.آی. سیکس را به دادگاه استخدام ببرد. با این حال، ام.آی. سیکس از مالکوم ریفکیند، وزیر امور خارجه، گواهی مصونیت منافع عمومی دریافت کرد. تاملینسون که هیچ راه قانونی دیگری برای استیناف علیه اخراجش نداشت، بریتانیا را ترک کرد و با انتشار مقالاتی در مطبوعات بین‌المللی در اعتراض به رفتارش، استدلال‌های خود را علیه ام.آی. سیکس دنبال کرد، در حالی که مشغول کار بر روی کتابی بود که جزئیات حرفه خود را در این سرویس شرح می‌داد.
در سال ۱۹۹۸، کمیته اطلاعات و امنیت پارلمان توصیه کرد که ام.آی. سیکس باید تابع قانون استخدام بریتانیا باشد. از سال ۲۰۰۰، کارمندان ام.آی. سیکس از حقوق کاری مشابه سایر شهروندان بریتانیایی برخوردار بودند، از جمله قراردادهای کتبی و دسترسی به دادگاه‌های کار. با این حال، ام.آی. سیکس اجازه نداد که این رویه‌ها به صورت ماسبق در مورد تاملینسون اعمال شود. ام.آی. سیکس از زمان پرونده تاملینسون موفق به دریافت گواهی PII دیگری نشده است.

## نقض بزرگ

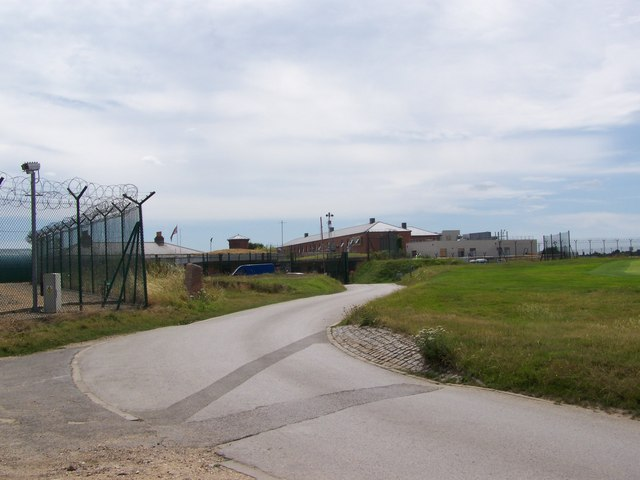
فورت مونکتون در همپشایر، که تاملینسون ادعا می‌کند یک مرکز آموزشی ام.آی. سیکس است.

تاملینسون از اوایل سال ۱۹۹۶ به مدت ماه به کوستا دل سول در اسپانیا نقل مکان کرد. با درک اینکه یک جاسوس سابق ناراضی می‌تواند برای آژانس مشکل ساز باشد، دستیار رئیس ام.آی. سیکس برای تلاش برای راضی کردن تاملینسون در فوریه ۱۹۹۷ استخدام شد. او به او ۱۵۰۰۰ پوند وام و یک شغل بازاریابی در تیم مسابقه فرمول یک جکی استوارت پیشنهاد داد، در ازای وعده سکوت. تاملینسون این پیشنهاد را پذیرفت (او مدعی است تحت فشار) اما تنها چند ماه قبل از مهاجرت به استرالیا، جایی که برادر کوچکترش زندگی می‌کرد، این شغل را حفظ کرد.
تاملینسون به بریتانیا بازگشت و در اکتبر ۱۹۹۷ دستگیر و متهم به شکستن قانون اسرار رسمی ۱۹۸۹ شد، پس از ارائه خلاصه هفت صفحه ای از The Big Breach به دفتر استرالیا Transworld، یک ناشر بریتانیایی. در ۱۸ دسامبر ۱۹۹۷ او پس از اعتراف به جرم به ۱۲ ماه زندان محکوم شد.
در اوت ۱۹۹۸، تاملینسون پس از گذراندن شش ماه حبس و چهار ماه دوران مشروط، بریتانیا را ترک کرد و در تبعید زندگی کرد. او تصمیم گرفت The Big Breach را که در سال ۲۰۰۱ در روسیه منتشر شد، تکمیل کند. در این کتاب ادعا شده بود که ام.آی. سیکس با یک خال به بوندس‌بانک آلمان نفوذ کرده است و این سرویس ابزار خاصی برای نوشتن با جوهر نامرئی دارد. سایر افشاگری‌ها قبلاً در دسترس عموم قرار داشتند، مانند اینکه نیروهای استخدام ام.آی. سیکس در فورت مونکتون در همپشایر آموزش می‌بینند، و اینکه عوامل در این زمینه اغلب از پوشش روزنامه‌نگاری استفاده می‌کنند.
پس از اینکه دادگاه استیناف انگلستان و ولز به نفع او رای داد، این کتاب در بریتانیا در دسترس قرار گرفت. با این حال، پس از انتشار، دولت بریتانیا حکم دادگاه عالی را برای مصادره تمام عواید حاصل از کتاب، به این دلیل که دولت مالک حق چاپ هر چیزی است که توسط تاملینسون نوشته شده بود، دریافت کرد. در سپتامبر ۲۰۰۸، ام.آی. سیکس به تمام اعتراضات قانونی به انتشار The Big Breach پایان داد، درآمد حاصل از انتشار را در اختیار تاملینسون قرار داد و اعتراف کرد که اقدامات قانونی قبلی سازمان علیه او نامتناسب بوده است. با این حال، همچنان از بازگرداندن او به کار یا جبران از دست دادن شغل و بازنشستگی او خودداری کرد. از سال ۲۰۰۹، تاملینسون می‌تواند آزادانه به بریتانیا سفر کند.

### پذیرایی
اکونومیست از «به هم ریختگی» ای که ام.آی. سیکس در رسیدگی درست به پرونده تاملینسون ایجاد کرده بود انتقاد کرد: «استخدام آقای تاملینسون اشتباه بدی به نظر می‌رسد و به نظر می‌رسد که اخراج او ناشیانه انجام شده است.» منتقد روزنامه گلایه کرد: «اطلاعات مفید کمی در این حجم نفس‌گیر، غم‌انگیز و بد نوشته وجود دارد که خوانندهٔ کوشا کتاب‌های جاسوسی از قبل نمی‌دانست.»
جیمی برنز، در بررسی این کتاب برای فایننشال تایمز، حدس زد که قابل قبول است که «مدیریت ارشد ام.آی. سیکس متوجه شد که در استخدام فردی که فکر می‌کرد جاسوسی فقط یک ماجراجویی بزرگ است، اشتباه فاحشی مرتکب شده است.» با این حال، او به این نتیجه رسید که این کتاب «این احساس را برای من به وجود آورد که شبه‌ها در وایت هال می‌توانستند با موافقت با پیشنهاد اصلی تاملینسون: یک دادگاه کار غیرعلنی، از تبلیغات نامطلوب زیادی جلوگیری کنند.»
نلسون ماندلا، رئیس‌جمهور سابق آفریقای جنوبی، با عصبانیت به اتهام تاملینسون در کتاب مبنی برداشتن رابطه طولانی مدت با ام.آی. سیکس واکنش نشان داد و آن را «ساختگی شرم آور» توصیف کرد. تاملینسون ارجاعات به ماندلا را در نسخه بریتانیایی کتاب حذف کرد و اذعان داشت که ماندلا احتمالاً از اینکه مقاماتی که با آنها صحبت می‌کرد وابسته به ام.آی. سیکس بودند بی‌خبر بود.

## سایر تخلفات و ادعاهای ادعا شده

### لیست عوامل ام.آی. سیکس
در مه ۱۹۹۹، فهرستی از ۱۱۶ مأمور ادعایی ام.آی. سیکس به بررسی اطلاعات اجرایی در نشریه جنبش لاروش ، یک مجله هفتگی که آن را به صورت آنلاین منتشر می‌کرد، ارسال شد. نام‌های آن شامل اندرو فولتون، که اخیراً بازنشسته شده بود، کریستوفر استیل، دیوید اسپدینگ و ریچارد دیرلاو بود. استفان دوریل، زندگی‌نامه‌نویس ام.آی. سیکس توضیح داد که اکثر نام‌ها منابع «پوشش نور» بودند که در سفارت‌خانه‌ها یا مأموریت‌هایی که خود را دیپلمات نشان می‌دادند، کار می‌کردند. دوریل استدلال کرد، «به خوبی شناخته شده است که شبکه‌های اطلاعاتی رقیب می‌دانند این افراد چه کسانی هستند و آنها را می‌پذیرند.» ام.آی. سیکس ادعا کرد که تاملینسون منشأ این لیست بوده است، چیزی که قبلاً تهدید کرده بود انجام خواهد داد، اگرچه او مسئولیت آن را انکار کرد و ام.آی. سیکس نتوانست اتهامات آنها را ثابت کند.
تاملینسون نوشت: «اگر ام.آی. سیکس قصد داشت لیستی تهیه کند که بیشترین اتهام را به من وارد کند، اما کمترین آسیب را به آنها وارد کند، نمی‌توانستند کار بهتری انجام دهند.» او همچنین گفت: "من را گیج می‌کند که چرا ام.آی. سیکس به لیست اعتبار داده است. اگر آنها واقعاً نگران امنیت مأموران خود بودند، می‌توانستند آن را انکار کنند.» پس از آنکه روزنامه سان تاملینسون را «خائن» خواند و آدرس ایمیل او را منتشر کرد، او تهدید به مرگ شد و از ترس جان خود، مدتی مخفی شد. مقامات دولتی بعداً پذیرفتند که این فهرست از تاملینسون نشات گرفته است.

### دایانا، پرنسس ولز
در سال ۲۰۰۸، تاملینسون شاهد تحقیقات دربارهٔ مرگ شاهزاده خانم ولز و دودی الفاید بود. او پیشنهاد کرده بود که ام.آی. سیکس قبل از مرگ دایانا را زیر نظر داشت و راننده او در شب مرگ، هنری پل، ممکن است یک خبرچین ام.آی. سیکس بوده باشد، و مرگ او شبیه نقشه‌هایی است که او در سال ۱۹۹۲ برای ترور رئیس‌جمهور یوگسلاوی اسلوبودان میلوشویچ دیده بود. استفاده از نور روشن برای ایجاد یک حادثه رانندگی.
در تحقیقات پزشکی قانونی در مورد مرگ شاهزاده خانم، در ۱۳ فوریه ۲۰۰۸، تاملینسون از طریق پیوند ویدئویی از فرانسه صحبت کرد، تاملینسون اعتراف کرد که پس از ۱۶ یا ۱۷ سال، «به‌طور خاص نمی‌تواند به خاطر بیاورد» که آیا سندی را که دیده است. در سال ۱۹۹۲ در واقع استفاده از چراغ بارق را برای ایجاد یک حادثه رانندگی به عنوان وسیله ای برای ترور میلوشویچ پیشنهاد کرده بود، اگرچه استفاده از چراغ برای این منظور در آموزش ام.آی. سیکس او پوشش داده شده بود. تاملینسون که به او گفته شد هیچ پرونده ام.آی. سیکس در مورد هنری پل پیدا نشده است، گفت که «بعد از ۱۷ سال بی‌معنی است که بگویم می‌توانم با آن موافق نباشم، اما. . . من فکر نمی‌کنم این واقعیت که آنها موفق به یافتن پرونده ای نشده‌اند نیز چیزی را منتفی نمی‌کند. او گفت که معتقد است ام.آی. سیکس یک مخبر در پاریس ریتز دارد اما نمی‌توانست مطمئن باشد که این شخص لزوماً هنری پل است.

## فعالیت‌های پس از ام.آی. سیکس
در اوت ۱۹۹۸، تاملینسون بریتانیا را به مقصد فرانسه ترک کرد و اندکی بعد به نیوزلند نقل مکان کرد. بعداً در همان ماه او از ایالات متحده اخراج شد و در اکتبر ۱۹۹۸ به سوئیس نقل مکان کرد، قبل از اینکه در ژوئن ۱۹۹۹ پس از آنکه مقامات سوئیسی حضور او در آنجا را «نامطلوب» توصیف کردند، اخراج شد. او به آلمان نقل مکان کرد تا زمانی که توسط مقامات دستگیر شد و پس از آن به ایتالیا نقل مکان کرد. در سال ۲۰۰۱، ریمینی را در ایتالیا، جایی که به عنوان پیشخدمت و مربی اسنوبورد کار می‌کرد، به مقصد جنوب فرانسه در نزدیکی کن ترک کرد، جایی که او به عنوان دلال قایق برای BCR Yachts کار می‌کرد. از سال ۲۰۰۶ تا ۷، تاملینسون مجموعه‌ای از وبلاگ‌ها را در مورد جزئیات درمان خود داشت. در سال ۲۰۰۶ پلیس به خانه او در ریویرا یورش برد.
در سال ۲۰۰۷، وکلای دولتی تصمیم گرفتند که او را به دلیل انتشار The Big Breach تحت پیگرد قانونی قرار ندهند. سرویس دادستانی سلطنتی گفت که هیچ چشم‌انداز واقعی محکومیت در محاکمه هیئت منصفه وجود ندارد که «موضوع حساس» را آشکار کند. در سال ۲۰۰۹، ام.آی. سیکس موافقت کرد که به تاملینسون اجازه دهد به بریتانیا بازگردد، حق امتیاز کتابش را لغو کند و در صورت موافقت با توقف افشای اطلاعات در مورد ام.آی. سیکس و صحبت با رسانه‌ها، تهدید اتهامات را کنار بگذارد. به گزارش ساندی تایمز، ام.آی. سیکس همچنین به دلیل «رفتار ناعادلانه» با او عذرخواهی کرد. او اکنون به‌طور دائم در فرانسه زندگی می‌کند و دوباره به عنوان خلبان حرفه‌ای آموزش دیده است.

## زندگی شخصی
در سال ۱۹۹۸، تاملینسون به عنوان صاحب «هوای غرور خفیف که با ظاهر خوب، بدنی سخت ورزیده و هوش تیز همراه است» توصیف شد. مطبوعات ژنو گزارش دادند که او «تسلط کامل به زبان فرانسه» داشت.